# 城石真希
城石 真希（しろいし まき、1988年9月29日 - ）は、日本のAV女優。マインズ所属

## 略歴・人物
秋田県出身。
2018年にデビューした熟女系AV女優。
寝取られ願望のある夫が履歴書を送ったことがAV女優となったきっかけ。

## 出演作品

### アダルトDVD
2018年
- 寝取られ人妻 湯けむりの旅 08（1月19日、ゴーゴーズ）※「F実」名義
- 顔出し!働く美女限定 ザ・マジックミラー 街頭調査! 職場の同僚同士が2人っきりで初めての混浴温泉 in池袋 2 過激なミッションで徐々に近づく心とアソコ! じわじわ湧き出る性欲で社会人男女は理性という垣根を超えてしまうのか!?（2月7日、ディープス）
- 逸材!!ド素人の人妻は、AV志願の従順発情ペット。（2月25日、ビッグモーカル）
- 神パンスト 人妻や母、働く制服OL等やらしい熟女の美脚を包んだ生ナマしいパンストを完全着衣でムレた足裏からつま先を味わい尽くす!オナニーや顔騎や足コキ、時には中出し時にはお尻にコスってぶっかけとやりたい放題!（4月26日、親父の個撮）
- 文京区にある女教師が通う整体セラピー治療院 17（5月1日、変態紳士倶楽部）
- 五●田にある美人揃いで有名なイメクラに盗撮メガネをかけて潜入。手コキだけのお店のはずなのにフェラやパイズリまでしてもらえた理由 5（5月1日、変態紳士倶楽部）
- 渋谷盗撮ぬるテカオイルマッサージ 03（7月6日、プレステージ）
- 隣のセーラー服奥様（7月7日、ルビー）
- ママ友ナンパ! 出産後旦那とはレス気味だけどまだまだやりたい盛りの若奥さんにガチ交渉しちゃいました 7（7月10日、ホットエンターテイメント）
- 股間を押さえてモジモジ… おしっこを極限までガマンしていた人妻が男の目の前で赤面大失禁!! 濡れた美尻に興奮した男に強請られて…（7月13日、MAGIC）
- 素人妻ナンパ 全員生中出し 4時間セレブDX 61（7月15日、ロータス）
- ビジネスホテルの女性マッサージ師はヤラせてくれるのか? in 福井 （7月20日、パラダイステレビ）
- ネットカフェでバレないように没頭する素人オナニー動画（8月15日、プリモ）
- ガチンコ中出し! 顔出し!人妻ナンパ in有明（8月30日、ビッグモーカル）
- 相席居酒屋でナンパした仲良し2人組をお持ち帰り。 コソコソHしていると隣の部屋にいるガードの堅い女友達はヤラせてくれるか 【其の25】（9月1日、変態紳士倶楽部）
- 車内防犯カメラ盗撮 美人妻を車内に連れ込んでめちゃくちゃ不倫セックスした件 2（9月1日、変態紳士倶楽部）
- 「『おばさんで本当にいいの?』若くて硬い勃起角度150度の少年チ○ポに抱きつかれた看護師はヤられても本当は嫌じゃない」 VOL.8（9月6日、DANDY）
- 妄想女子プロレス改 Vol.1（9月7日、 SUPER SONIC SATELLITES ）
- センズリ鑑賞会 恥じらい素人娘に見せつけちゃいました 31（9月10日、ホットエンターテイメント）
- 夫婦で挑戦! 夫が篠田ゆうの凄テクを20分我慢できたら賞金! 2回イカされちゃったら妻が寝取られ中出しSEX!!（9月13日、はじめ企画）
- 妄想女子ボクシング改 Vol.1（9月14日、 SUPER SONIC SATELLITES ）
- 民泊として借りたマンションを盗撮してみた結果… 女性客はオナニーばかりしていた（9月15日、プリモ）
- 舞ワイフ 〜セレブ倶楽部〜 114（9月20日、AROUND）※「武井蓮」名義
- 癒したがりの女神が集うハーレムエステ（10月25日、アイエナジー）
- 人妻ナンパ自宅中出し×PRESTIGE PREMIUM 21（12月7日、プレステージ）
- センズリのお手伝いして下さい! 可愛い女の子に握らせて射精するまでシコらせch 5（12月10日、ブリット）
- SOD女子社員 “歳の差恋愛”応援企画 もし後輩男子社員に告白されたら先輩女子社員はどうする? 美人で有名な未婚の3名 石原さん・福本さん・佐藤さんの場合（12月20日、SODクリエイト）※「石原由梨」名義
- 素人ナンパ エッチ大好きだけど夫には相談できない人妻の初めてのおちんちん大研究（12月20日、アイエナジー）

2019年
- 池袋で見つけた超敏感お嬢さんがヌルヌル素股に挑戦! 何度イッてもガン突きピストンで連続中出し!（1月10日、アイエナジー）